# AT&T T-11
O AT&T T-11 (anteriormente chamado de DirecTV-11) é um satélite de comunicação geoestacionário construído pela Boeing, ele está localizado na posição orbital de 99 graus de longitude oeste e foi operado inicialmente pela DirecTV e posteriormente pela AT&T. O satélite foi baseado na plataforma BSS-702 e sua expectativa de vida útil era de 15 anos.

## Lançamento
O satélite foi lançado com sucesso ao espaço no dia 19 de março de 2008, às 22:48 UTC por meio de um veículo Zenit-3SL, a partir da plataforma de lançamento da Sea Launch, à Odyssey. Ele tinha uma massa de lançamento de 5.923 kg.

## Capacidade e cobertura
O AT&T T-11 está equipado com 32 (mais 12 de reserva) transponders em banda Ka, 55 (mais 15 de reserva) transponders em banda Ka Spot-Beam para fornecer HDTV na América do Norte.